# Kanton Beaumont-Hague
Beaumont-Hague is een voormalig kanton van het Franse departement Manche. Het kanton maakte sinds de oprichting in 1811 deel uit van het arrondissement Cherbourg, daarvoor was het onderdeel van het arrondissement Valognes.
In maart 2015 werd het kanton opgeheven en de gemeenten werden opgenomen in een nieuw kanton La Hague waarvan Querqueville, dat werd afgescheiden van het kanton Équeurdreville-Hainneville, de hoofdplaats werd.

## Gemeenten
Het kanton Beaumont-Hague omvatte de volgende gemeenten:
- Acqueville
- Auderville
- Beaumont-Hague (hoofdplaats)
- Biville
- Branville-Hague
- Digulleville
- Éculleville
- Flottemanville-Hague
- Gréville-Hague
- Herqueville
- Jobourg
- Omonville-la-Petite
- Omonville-la-Rogue
- Sainte-Croix-Hague
- Saint-Germain-des-Vaux
- Tonneville
- Urville-Nacqueville
- Vasteville
- Vauville